# New Trolls Atomic System
I New Trolls Atomic System sono stati un gruppo musicale rock progressivo italiano nato dalla scissione dei New Trolls, avvenuta nel 1972, attivi fino al 1975.

## Storia del gruppo
Leader della formazione fu Vittorio De Scalzi (già nei New Trolls) e il bassista Giorgio D'Adamo. Incorporarono musicisti jazz tra i quali Renato Rosset, Giorgio Baiocco e Tullio De Piscopo.
Vi furono diverse dispute se i due album prodotti da questa band, dovessero essere considerati della discografia dei New Trolls.

## Discografia

### Album in studio
- 1973 – N.T. Atomic System
- 1974 – Tempi dispari

### Singoli
- 1974 – Una notte sul Monte Calvo/Somewhere